# ISO 3166-2:QA
ISO 3166-2:QA — стандарт Международной организации по стандартизации, который определяет геокоды. Является подмножеством стандарта ISO 3166-2, относящимся к Катару. Стандарт охватывает 7 баладийятов Катара. Каждый геокод состоит из двух частей: кода Alpha2 по стандарту ISO 3166-1 для Катара — QA и дополнительного кода записанных через дефис. Дополнительный код баладийятов образован созвучно названию баладийята. Геокоды баладийятов Катара являются подмножеством кодов домена верхнего уровня — QA присвоенного Катару в соответствии со стандартами ISO 3166-1.

## Геокоды Катара
Геокоды 7 баладийятов административно-территориального деления Катара.
| Геокод | Административная единица | Статус    |
| ------ | ------------------------ | --------- |
| QA-DA  | Ад-Доха                  | баладийят |
| QA-WA  | Аль-Вакра                | баладийят |
| QA-RA  | Ар-Райян                 | баладийят |
| QA-MS  | Аш-Шамаль                | баладийят |
| QA-ZA  | Эд-Дайиан                | баладийят |
| QA-US  | Умм-Салаль               | баладийят |
| QA-KH  | Аль-Хор                  | баладийят |

## Геокоды пограничных Катару государств
- Саудовская Аравия — ISO 3166-2:SA (на юге).